# الحب الأول

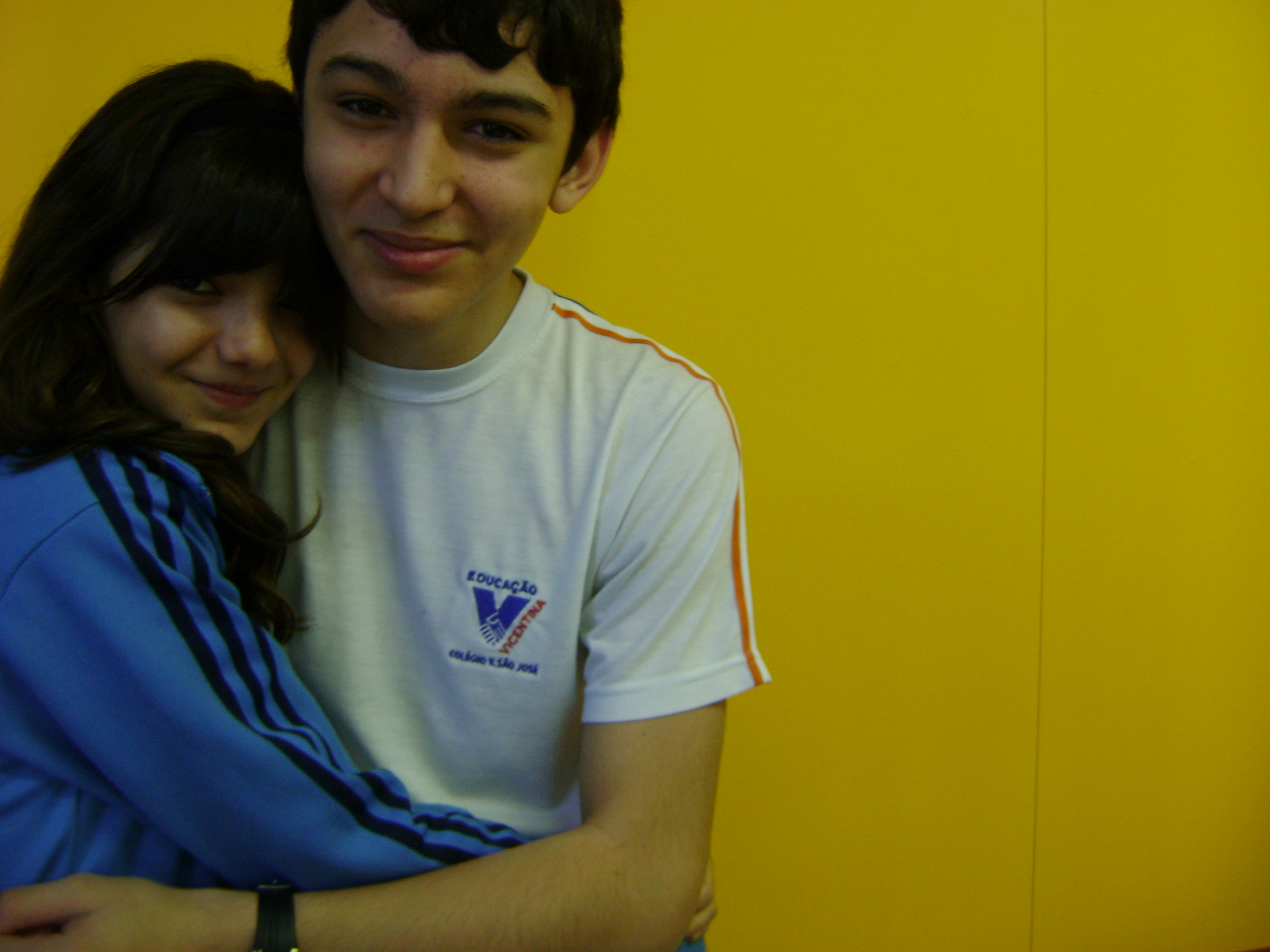
صور حبيبين

الحُبّ الأوّل المعروف أيضًا باسم تعلُّق، هو مصطلح غير رسمي لمشاعر الحب الرومانسي أو الأفلاطوني، وغالبًا ما يتم الشعور به خلال الطفولة والمراهقة.
يستخدم المصطلح أحياناً بطريقة إزدرائية، يفترض بأن العلاقة الغرامية ضحلة وعابرة مقارنة بأشكال الحب الأخرى. ومع ذلك، كان سيغموند فرويد بعيدًا عن التقليل من أهمية قوة الحب المبكر، معترفًا بصحة «متانة الحب الأول التي يضرب بها المثل».

## المميزات
الحب الأول هي تجربة شائعة في عملية النضج المستمر. وقد يكون موضوع التعلق أحد الأقران، ولكن المعنى قد يصف أيضًا ولع الطفل بشخص بالغ ويوده. غالبًا ما يكون موضوع افتتان الطفل هو شخص أكبر منه بسنوات، مثل مدرس أو صديق للعائلة أو ممثل أو موسيقي، سيقضي الطفل وقته في أحلام اليقظة أو التخيل.
الإعجاب يوصف بأنه تجربة بلوغ سن الرشد حيث يتم إعطاء الطفل إحساسًا بالتميز لأنهم يشعرون بمشاعر حميمة تجاه الشخص الذي ليس جزءًا من عائلته.

## الثقافة الشعبية
كتب المغني الكندي بول أنكا وأصدر أغنية " Puppy Love " في عام 1960، حيث وصل إلى المركز الثاني في Billboard Hot 100 ورقم 33 في قوائم الأغاني الفردية في المملكة المتحدة. بلغت النسخة الجديدة التي أعدها دوني أوزموند ذروتها في المرتبة الثالثة في الولايات المتحدة عام 1972. كانت أول أغنية لمغنية الريف دوللي بارتون، والتي صدرت في الخمسينيات عندما كانت طفلة، تسمى أيضًا «حب الجرو». أصدرت المغنية الأمريكية باربرا لويس في يناير 1964 أغنيتها بعنوان «جرو الحب». تتميز فرقة الروك الأسترالية Front End Loader بأغنية "Puppy Love" في ألبومها الذي يحمل نفس الاسم عام 1992. أصدر Bow Wow أغنية بعنوان " Puppy Love " في يناير 2001. قام فنان الهيب هوب الأمريكي الأخ علي بتأليف أغنية عن حب الجرو بعنوان "You Say (Puppy Love)". أصدرت مجموعة القوة الكهربائية A Tribe Called Red أغنية بعنوان "Native Puppy Love" في ألبومها الذي يحمل نفس الاسم.
كتب ف. سكوت فيتزجيرالد قصصًا قصيرة «تثمن حدس حب الجرو على العاطفة الناضجة والمنطقية... [إنها] مزيج غير واقعي وغير مرغوب فيه من النشوة والسلام».